# Histoire politique du Diable
The Political History of the Devil est un ouvrage de Daniel Defoe, paru en 1726.

## Genèse de l’œuvre
L'opinion générale des chercheurs est que Daniel Defoe a vraiment pensé le Diable comme participant à l'histoire du monde. Il a discuté du Paradis perdu de John Milton en expliquant pourquoi il le considérait comme inexact.

## Thèmes abordés
Son point de vue est celui d'un presbytérien du XVIIIe siècle. Il blâme le Diable pour les Croisades et le considère comme proche des puissances catholiques européennes. Le livre a été interdit par l'Église catholique romaine.

## Postérité
Le livre est répertorié comme appartenant à M. Tulliver et lu par sa fille Maggie dans Le Moulin sur la Floss de George Eliot.

## Éditions en anglais
- (en) Daniel Defoe, The Political History of the Devil, Londres, 1726
- (en) Daniel Defoe, The Political History of the Devil, Londres, Joseph Fisher, 1739 (lire en ligne)
- (en) Daniel Defoe (ill. dessins de G.M. Brighty, gravures de T. Wallis), Satan's Devices; Or, The Political History of the Devil, Ancient and Modern, Davies & Eldridge/T. Kelly, 1819 (lire en ligne)
- (en) Daniel Defoe et I.N. Rothman, R.M. Bowerman (dir. et éditeur littéraire), The Political History of the Devil, New York, AMS Press, 2003 (présentation en ligne)